# Joan Melchior Kemper

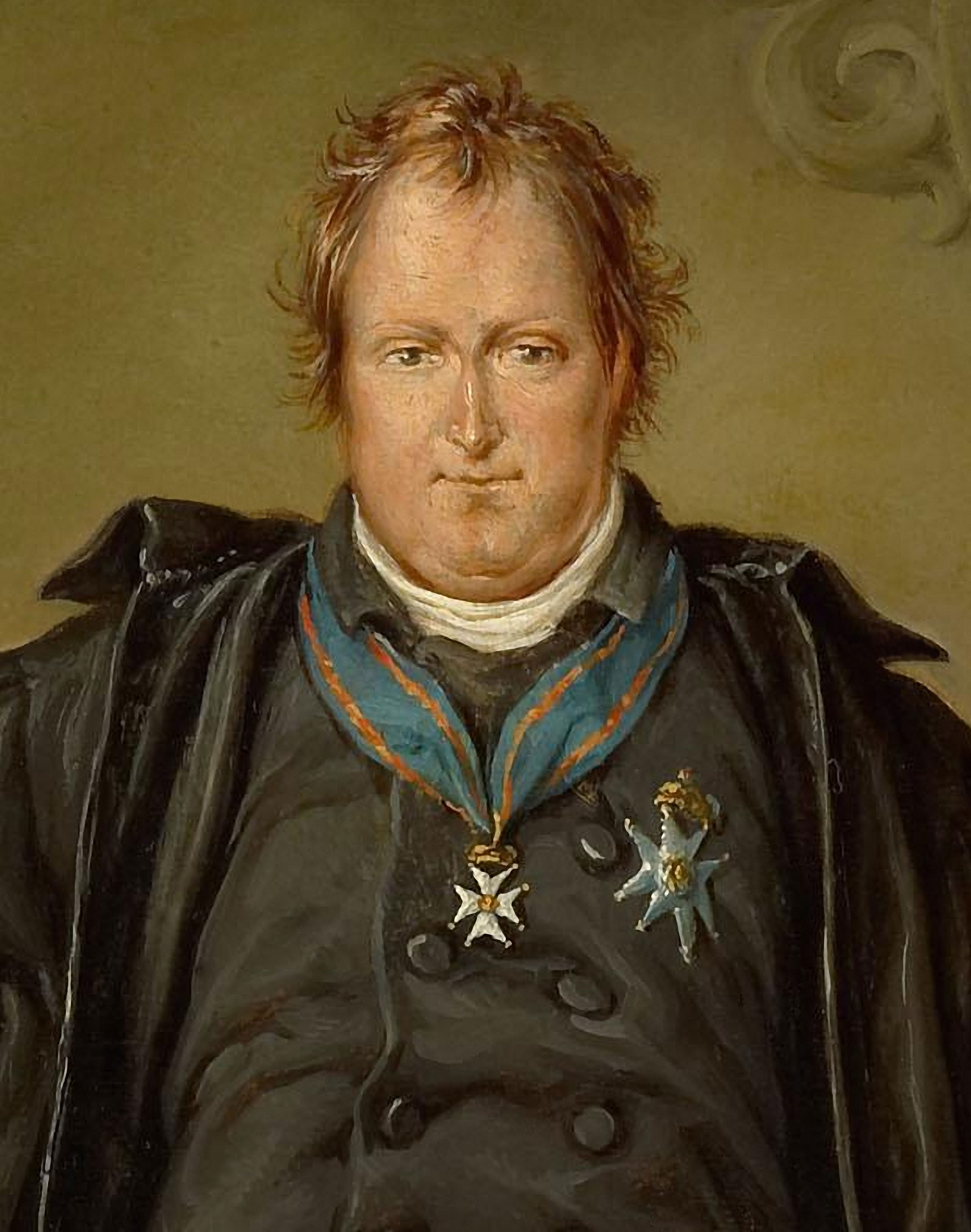
Joan Melchior Kemper

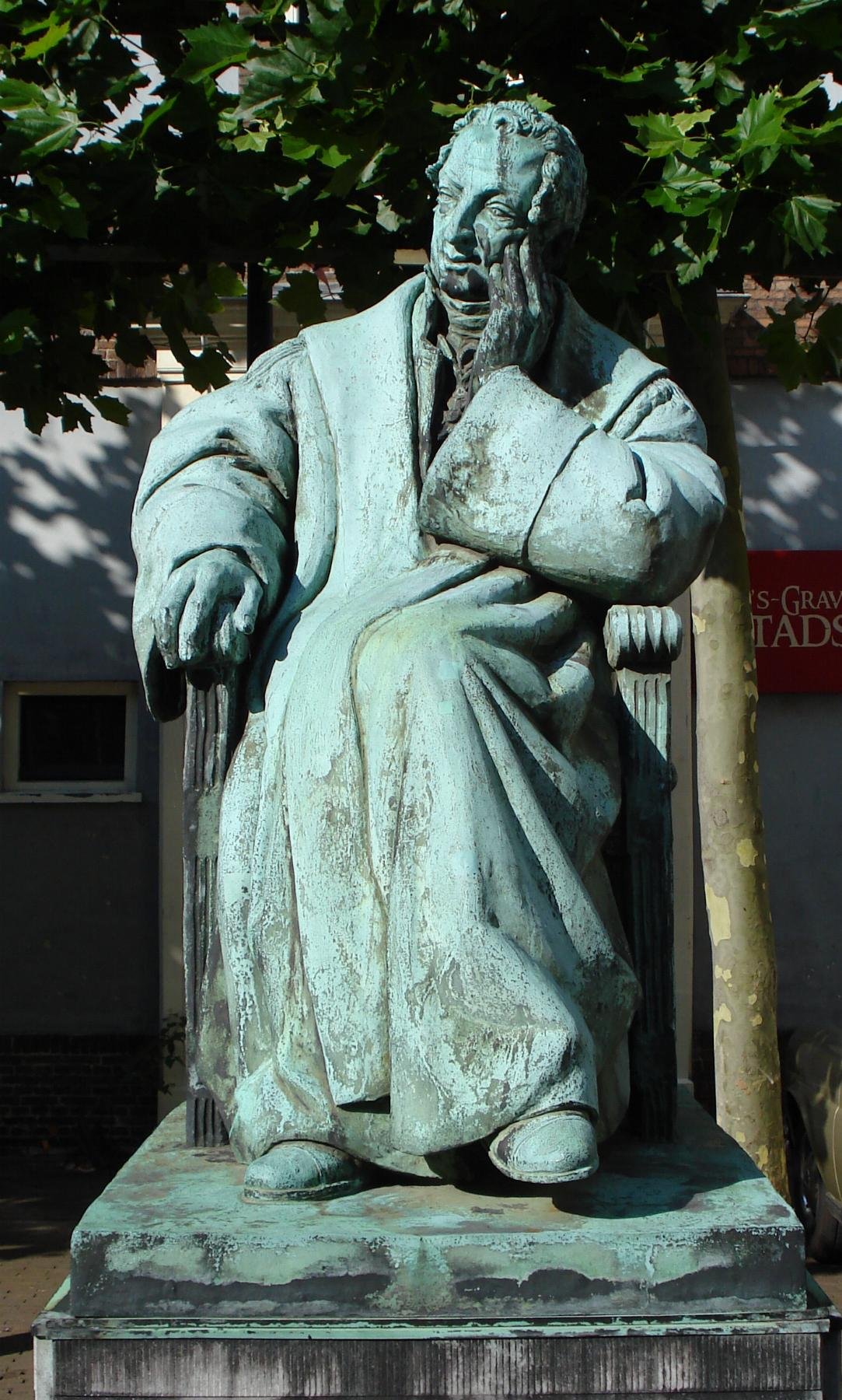
Kemperstatue in Den Haag

Joan Melchior Kemper (auch: Jan, Johan, Johann; * 26. April 1776 in Amsterdam; † 20. Juli 1824 in Leiden) war ein niederländischer Politiker und Rechtswissenschaftler.

## Leben
Sein Großvater stammte aus Gütersloh und wurde 1747 als Amsterdamer Bürger eingetragen. Der Sohn von Joan Hendrik Kemper und dessen Frau Elizabeth Becker wurde in jungen Jahren bereits ein Waise und von der Großmutter mütterlicherseits erzogen. Er besuchte die Lateinschule seiner Geburtsstadt und wechselte 1791 an das Athenaeum Illustre Amsterdam und wurde hier Schüler von Hendrik Constantijn Cras, Jean Henri van Swinden und Daniel Wyttenbach. Besonders von Cras gefördert, entwickelte er bereits in frühen Jahren eine Überzeugung für Patriotismus und Freiheit und wies mit einigen Disputationen seine Fähigkeiten in der Wissenschaft der Rechte nach. Nachdem er 1796 an der Universität Leiden zum Doktor der Rechte promoviert hatte, ließ er sich als Advokat in seiner Heimatstadt nieder und wurde er 1798 zum Professor des Zivil und Naturrechts an der Universität Harderwijk berufen, welchen Posten er am 16. Juni 1799 mit der Rede de Jure naturae immutabile et aeterno antrat.
1800 war er auch für eine Professur an der Universität Utrecht nominiert worden, blieb jedoch in Harderwijk, wo man ihm 1801 die Professur des Staats- und Völkerrechts auftrug und er im selben Jahr das Rektorat der Alma Mater übernahm. In den schwierigen Jahren der französischen Besetzung der Niederlande versuchte er sich in Wort und Tat gegen Napoleons Pläne zu wenden, um so einer Einverleibung der Niederlande nach Frankreich abzuwenden. So brachte er unter einem Pseudonym Briefe heraus, die sich gegen die französische Besatzung wendeten. Diese erregten in einer französischen Übersetzung den Unmut in Paris, so dass nach dem Verfasser gesucht wurde. Einer Verfolgung konnte er sich jedoch entziehen. Er ging nach Amsterdam zurück, wo er Professor des Zivilrechts am Gymnasium Athenaeum Illustre wurde und dieses Amt am 3. November 1806 mit der Rede Oratio de legibus populorum optimis increscentis vel decrescentis humanitatis indiciis (Amsterdam 1807) antrat.
Drei Jahre später, am 6. Mai 1809, wurde er Professor des Natur, Staats und Völkerrechts an der Universität Leiden, welches Amt er mit der Oratio de moralium disciplinarum dignitate ad caeteras disciplinas comparata übernahm. Hier widmete er sich vorrangig rechtswissenschaftlichen Themen. Als die Niederlande sich 1813 von den Franzosen befreien konnten, beteiligte er sich aktiv am politischen Wieder- und Neuaufbau, was sich unter anderem auch in der Wahl zum Rektor der Leidener Alma Mater in jenem Jahr ausdrückte. Er beteiligte sich aktiv an der Rückkehr des Hauses Oranien in die Niederlande und wurde zu einem unterstützenden Faktor bei der Investitur von Wilhelm I. auf den niederländischen Königsthron. Viele damals erlassenen Proklamationen stammen aus seiner Feder. Er beteiligte sich an der Ausarbeitung des niederländischen Grundgesetzes, welches jedoch keine Zustimmung fand, und wurde 1817 Abgeordneter der niederländischen Zweiten Kammer der Generalstaaten. Zudem beteiligte er sich an den Vereinigungsversuchen mit Belgien und wurde 1815 in den Adelsstand erhoben.
Er war seit dem 18. März 1798 mit Christina de Vries verheiratet, mit der er fünf Kinder hatte. Der Sohn Jeronimo de Bosch Kemper erlangte ebenfalls als Professor der Rechte in Amsterdam Bedeutung.

## Werke
- Hieronymo Bosschio ejusque Bibliotheca, geplaatst voor den Catalogus librorum, qui studiis inservierunt viri celeberrimi Hieronymi de Bosch, Academiae Lugdunensis Curatoris etc. Amsterdam 1812
- Brieven over de tegenwoordig in omloop zijnde geruchten omtrent eene nadere vereeniging van de Bataafsehe Republiek met Frankrijk Amsterdam 1806
- Crimineel wetboek voor het koningrijk Holland, vergeleken met het tot nu toe in acht genomen Romeinsch en Nederlandsch regt, 1ste deel. Amsterdam 1809
- Jaarboeken van het Fransche Regt en de Fransche Regtsgeleerdheid. Amsterdam 1812, 1813 4 Stück
- Verzameling van Wetten en Decreten, betrekking hebbende tot de inlijving en organisatie der Hollandsche Departementen. Den Haag 1813
- Redevoeringen over den invloed van een onafhankelijk volksbestaan op de letteren en schoone kunsten, en over den invloed van den geest des tijds op de beoefening der letteren en wetenschappen. Amsterdam 1814
- Drietal Brieven over de wet van 14 Mei 1814, betrekkelijk het herstel van Hollands Finantien. Amsterdam 1814
- Over de lotgevallen van onzen leeftijd een voorbeeld opleverende hetwelk de volken en inzonderheid de Nederlanders, nimmer moeten verwaarloozen. Naar het latijn, door Mr. C.J. van Assen. Den Haag 1816
- Advijs over de Haringvisscherij bij de overweging der wet van 18 Maart 1818 over dit onderwerp. Amsterdam 1818
- Proeve over den invloed der Staatkundige gebeurtenissen en der Godsdienstige en Wijsgeerige begrippen, sedert ruim vijf en twintig jaren, op de ware verlichting in het godsdienstige en zedelijke van de volken van Europa. Met goud bekroond door Teyler's godgeleerd genootschap en in het 28ste deel van deszelfs werken. Haarlem 1818, 1819
- Geschiedenis der deliberatiën over het ontwerp van het Burgerlijk Wetboek voor het koningrijk der Nederlanden. 1. und 2. Bd. 1, 2 und 3 Stück Den Haag, 1820, 1821
- Lijkrede op Mr. H.C. Cras, vóór diens Nagelatene Verhandelingen en Redevoeringen. Amsterdam 1822
- Memoria H.C. Crassii rite celebrata. Opgenomen in de Wérken van het Instituut, en overgedrukt. Amsterdam 1825
- Verhandelingen, Redevoeringen en Staatkundige Geschriften, verzameld door J. de Bosch Kemper. Amsterdam 1835 3. Bde.